# Devoxx

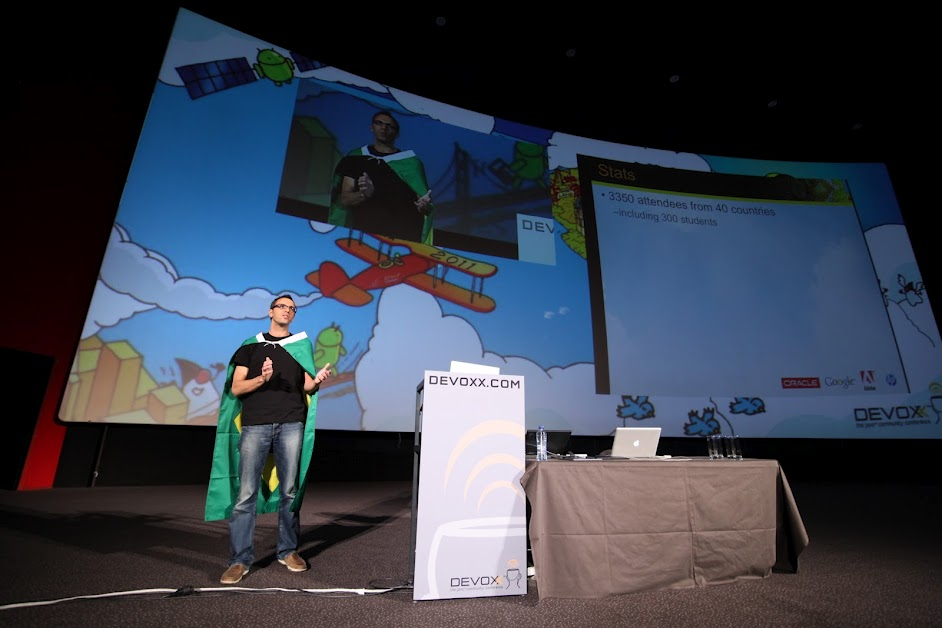
Devoxx 2011 Доповідь

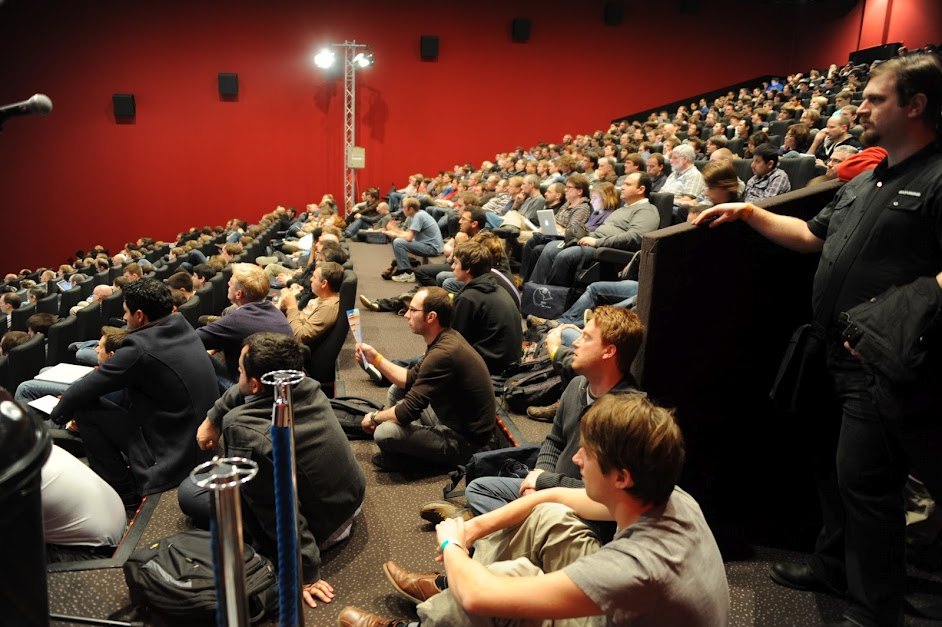
Devoxx 2011 Room 8

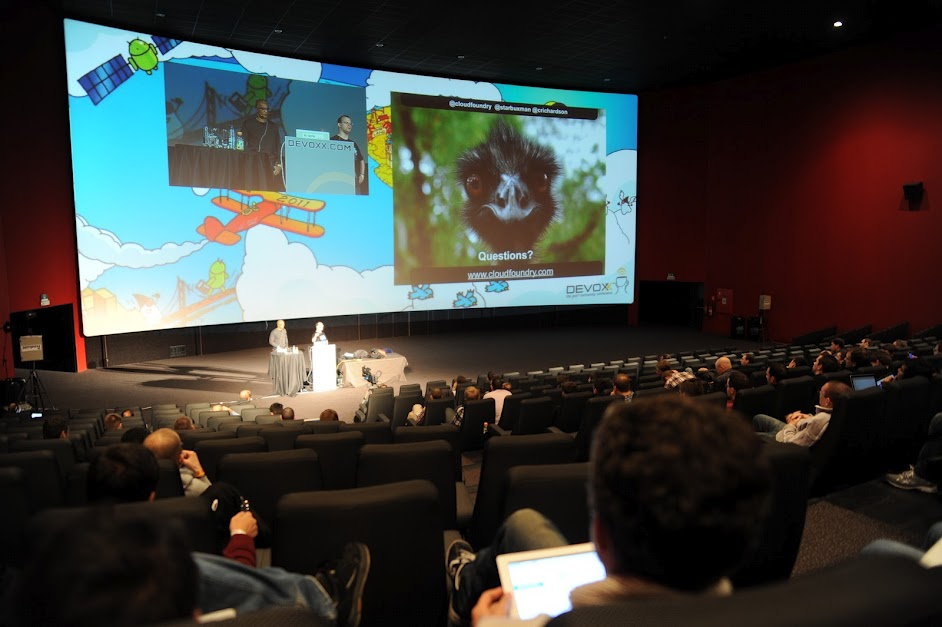
Devoxx 2011 Кіноекран

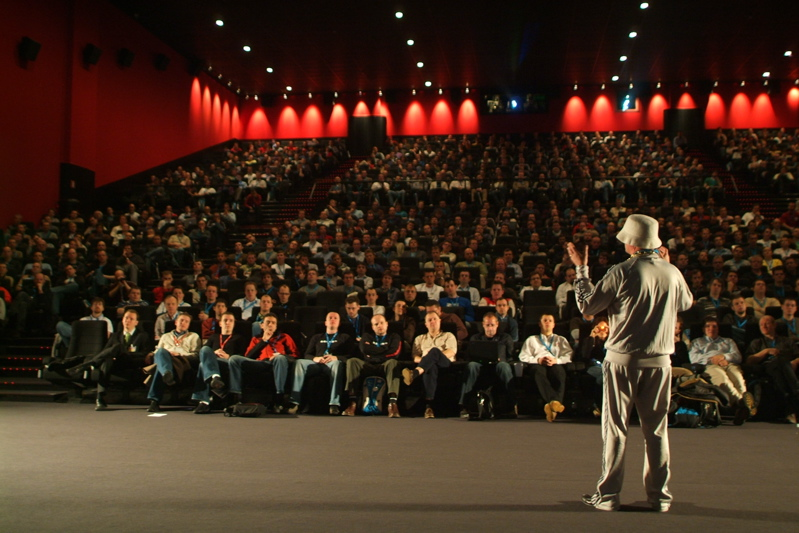
JavaPolis 2006

Devoxx (раніше JavaPolis) — щорічна Java, Android і HTML5 комп'ютерна конференція організована в 2002 році Стефаном Ясеном. Конференція відбувається кожного року в Бельгії в листопаді. Серед більш ніж 2800 відвідувачів, JavaPolis стала найбільшою незалежною Java конференцією в світі. В 2008 році конференція була перейменована на Devoxx.

## Події
Понад 3300 відвідувачів відвідали Devoxx 2011, квитки були розпродані за 6 тижнів перед подією. В 2012 році квитки на конференцію були продані 4 жовтня, досягнувши 3400 відвідувачів з сорока країн. У 2017, квитки на Devoxx Belgium були розпродані в кінці серпня.
У 2012 році, перше видання Devoxx France, організоване паризькою групою користувачів Java проходило з 18.04 до 20.4 в Парижі. З більш ніж 1200 учасниками і 149 спікерами квитки на Devoxx France і були розпродані за 1 тиждень до заходу.
Перше видання Devoxx 3 Діти 2012  було організоване в Генті (13 Жовтня) й Брюсселі (20 жовтня) учасниками якої стали 65 підлітків віком 10-14 років. Підлітки грали з Скетчем, запрограмовували Lego Mindstorms і досліджували чарівний світ планетоходів і NAO роботів.
Devoxx UK 2013 була оголошена під час відкриття основної Devoxx 2012 року (14 листопада). Перше видання Devoxx UK відбувалось протягом двох днів у березня. Захід тривав паралельно з Devoxx France і зібрав понад 500 учасників за перший рік. Devoxx UK в 2013 році очолили: Бен Еванс, Мартін Вербурга, Ден Хардікер і Стефан Янсен у співпраці з лондонською спільнотою Java. З січня 2014 року, коли Марка Хейзела призначили новим Головою  Devoxx UK, він зосередив свої зусилля  поряд з Деном Хардікером, Стефаном Янссеном, Джеймсом Макгиверном і комітетом по програмі волонтерів, розробників і суспільних груп, включаючи лондонську спільноту Java.
У 2014 році під час вступної промови на Devoxx BE, було оголошено Devoxx PL. На відміну від всіх інших видань, ця польська конференція не будувалася з нуля. Вона замінила конференцію, раніше відому, як 33-го ступеня. Перше видання цього заходу було проведено в Центрі конгресів Кракова з 22 до 24 червня 2015 року.
У 2015 році під час вступної промови на Devoxx France, було оголошено Devoxx Марокко. Вона замінила конференцію, раніше відому як JMagreb , яка проходила в Касабланці (Марокко) в «Le Studio Des Arts Vivants».
Devoxx US було оголошено під час відкриття основної Devoxx UK 2016 8 червня. Це перший захід запланований на 21-23 березня 2017 року, у конференц-центрі Сан-Хосе. Фонд Eclipse відповідав за спільну роботу і виробництво Devoxx US. Очікувалося, що захід приверне більше 1000 розробників програмного забезпечення і більше 30 спонсорів.

## Місцезнаходження
Devoxx (BE) проходить в одному з найбільших європейських кінотеатрів, розташованому в Антверпені, Бельгія. Тільки частина комплексу кіно використовується для проведення конференції. Відео та слайди проектуються на величезні екрани кінотеатрів використовуючи доступні технології THX аудіо налаштування. Devoxx France 2014 відбулася в готелі Marriott. який пропонує комфортабельні номери та конференц-центри. Devoxx France -2015 пройшла  у Парижі.
4 видання Devoxx UK було проведено в бізнес-проектному центрі Лондона.
Перші 3 видання Devoxx France проходили в готелі Марріотт Рів Гош і з 2015 року Devoxx France перемістилися до «Le Palais des Congrès de Paris», Devoxx Poland 2015 відбулося у Конгрес-центрі Кракова.
Devoxx Morocco 2015 відбулося в «Le Studio Des Arts Vivants».
Devoxx US 2017 відбулося у конференц-центрі Сан-Хосе.

## Voxxed
Voxxed — це вебсайт для розробників програмного забезпечення створений Стефаном Ясеном і Марком Хазелом 12 листопада 2014 року. Сайт це — набір записів представлений зареєстрованими користувачами, який складається з оригінального і обробленого контентами. Звідси й слоган «Діліться знаннями», який відображає політику обміну матеріалу з інших вебресурсів. Назва «Voxxed» є грою слів із словом «Devoxx» і будучи окремою корпоративною назвою, нерозривно пов'язана з самими конференціями. Редактори Voxxed відвідують конференції в Devoxx, щоб взяти інтерв'ю в спікерів і відвідувачів, і тоді контент опубліковується на сайті Voxxed.com.
Сайт поділений на 6 категорій який складається з:Java, JVM, Mobile, Cloude, Methodology і Future. Кожна категорія є видима для користувачів  на першій сторінці і тих, хто переглядає сайт без входу в обліковий запис.

## Voxxed Days Initiative
Voxxed Days — це міжнародна серія заходів в один день для Voxxed спільноти, акцентуючи увагу на тих же частинах, що й Voxxed сайт (у тому числі: Server Side Java, Java SE, Cloud І Big Data, Web і HTML, Mobile, JVM, Architecture, Security, Methodology, Future Technologies). Захід також відвідали члени команди Voxxed, які потім приймали інтерв'ю та показували контент з заходу на офіційному сайті Voxxed.